# Distretto di Pacarán
Il distretto di Pacarán è uno dei sedici distretti della provincia di Cañete, in Perù. Si trova nella regione di Lima e si estende su una superficie di 258,72 chilometri quadrati.
Ha per capitale la città di Pacarán.